# 像片

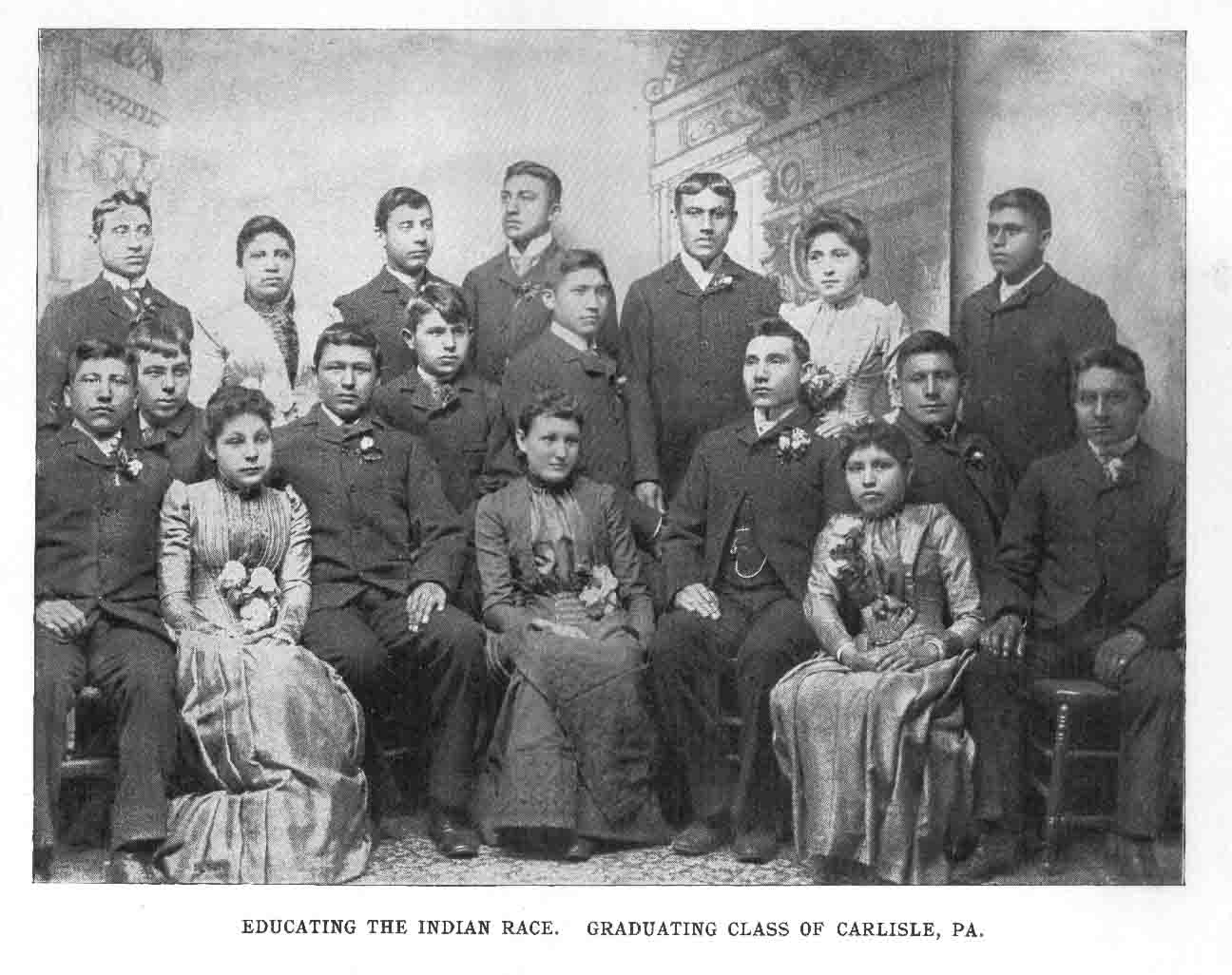
拍攝於1890年代的一張團體黑白照片

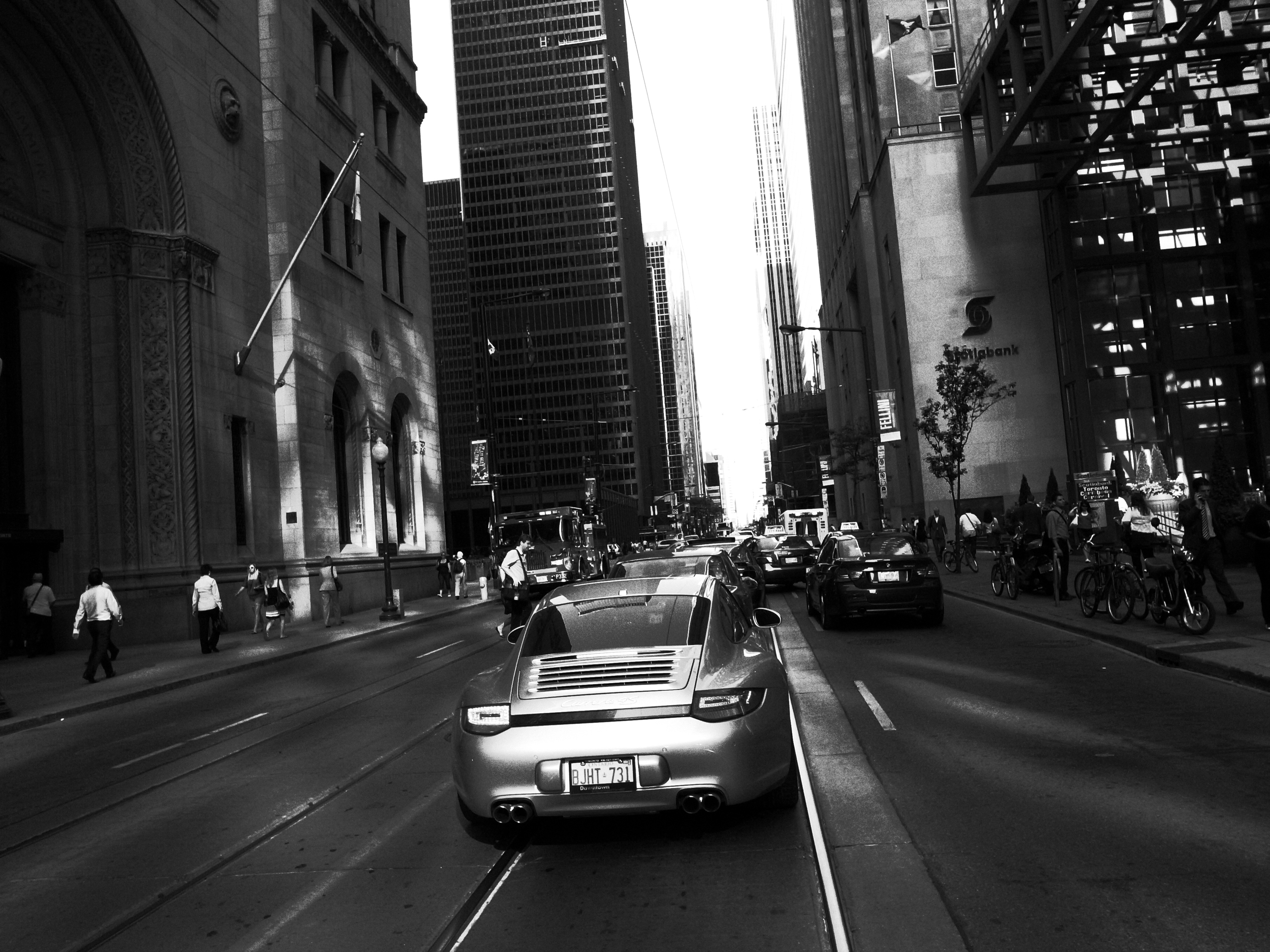
為了藝術風格故意用黑白拍攝的照片，屬於藝術照（2011）

像片（photograph）是利用光学器材在感光材料上曝光后，经由处理而获取的人或物的静态影像；包括显影、定影后的感光胶片，以及其复印片。摄取静态影像的动作，则称为照相。
像片通常由感光紙張收集光子而產生出來，像片成像的原理是透過光的化學作用在感光的底片、紙張、玻璃或金屬等輻射敏感材料上產生出靜止影像。絕大部份的像片多是由相機拍攝所得，其種類有正像或負像，連續的像片影像可形成攝影一樣的情形。

## 語源學
像片亦作相片、照片、寫真。《现代汉语规范词典》以“像片”为正条，“相片”为副条，此因“像”，指用模仿、比照等方法制成的人或物的形象；“相”，指人的相貌或物体的外观。依“像”、“象”、“相”分工的词语系统化原则，全国科学技术名词审定委员会和国家语言文字工作委员会于2001年10月18日确定“像片”为规范词形，以与大量以“像”为构词成分的科技名词取得一致。而照相不写作照“像”，后者是指去拍摄已制成的人形艺术作品，于理不合。

## 歷史

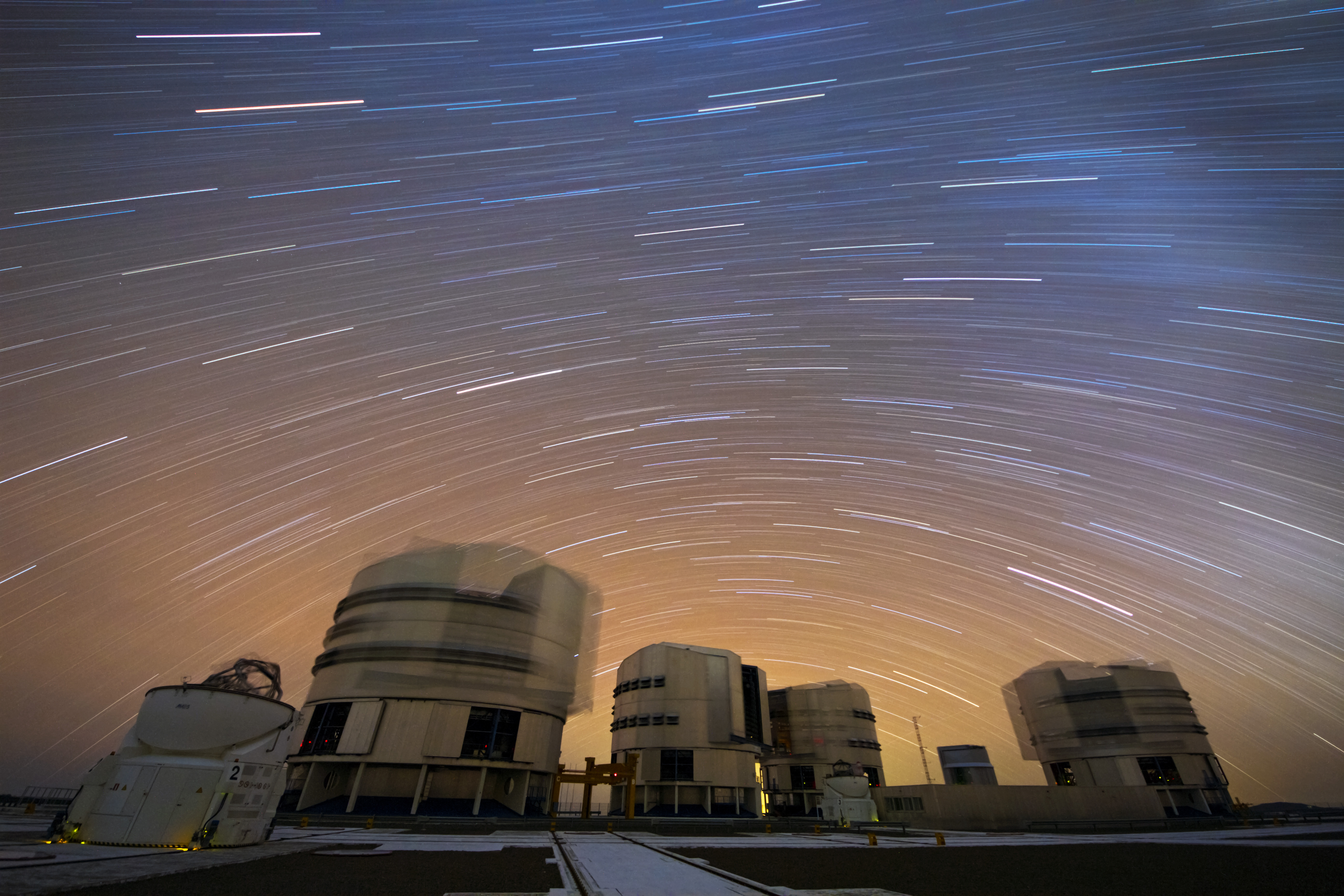
超大望遠鏡的長時間曝光照片

第一張照片由法國發明者約瑟夫·尼塞福爾·涅普斯於1826年所創。
1841年，英國人威廉·福克斯·塔爾博特發表了卡羅式照相法，由此產生了可多次複製的底片，奠定了現代攝影負轉正的攝影工藝流程。在中國，攝影技術於清朝經由西方傳教士傳入。民國初年，許多以此為業的商家才開始興起。彩色照片也於這個時代開始。
日本最古老的像片是1854年拍攝的田中光儀像，攝影技術則於1905年正式引進日本。台灣於日治時期引進照相技術，故沿用日本譯名稱寫真。而在大街小巷以此為業的店家，稱為寫真館。不過1950年代後，中華民國遷台以後一律改稱攝影、寫真與照相館，直至1980年代，日本娛樂事業逐漸開放，寫真一詞才又興盛至目前的情況。
1990年代，原本以底片與相機的攝影技術逐漸被數位電子科技所取代。
對於後胶片時代出生的人，像片對於他們而言是螢幕上一些彩色的像數或是個人社交版面上的一件裝飾。